# Терменьга (приток Ваги)
Терменьга — река в Верховажском районе Вологодской области, правый приток Ваги. Берёт начало из озера Терменьгское. На всём протяжении течёт на север и северо-запад. В среднем течении, около деревни Куколовская, ширина реки составляет 16 метров, а глубина 1,7 метра.
Длина — 61 км, площадь водосборного бассейна — 291 км².

## Населённые пункты
В верхнем течении реки, недалеко от истока находится деревня Папинская, вместе с соседними деревнями образующая Верхнетерменьгский погост. Ранее здесь находилась Верхнетерменгская Воскресенская мужская пустынь, основанная в начале XVII века.
В среднем течении реки на обоих берегах реки расположено множество деревень Терменьгского сельского поселения:
- Писунинская
- Подведежье
- Лымзино
- Стиховская
- Мотовилово
- Коптяевская
- Каличье
- Коровино
- Куколовская
- Пахомовская
- Клыково
- Фроловская
- Филинская
- Горка

В нижнем течении, в 2,5 километрах от устья на правом берегу Терменьги находится деревня Бумажная Фабрика

## Данные водного реестра
- Бассейновый округ — Двинско-Печорский
- Речной бассейн — Северная Двина
- Речной подбассейн — Северная Двина ниже места слияния Вычегды и Малой Северной Двины
- Водохозяйственный участок — Вага[3]